# Welcome to the Videos
Welcome to the Videos – płyta DVD amerykańskiej grupy hardrockowej Guns N’ Roses wydana w 1998. Zawiera ona teledyski do jej utworów, zostały one zarejestrowane w latach 1987–1994.

## Lista utworów
1. „Welcome to the Jungle” (Appetite for Destruction)
2. „Sweet Child O’ Mine” (Appetite for Destruction)
3. „Paradise City” (Appetite for Destruction)
4. „Patience” (G N’ R Lies)
5. „Don’t Cry (original version)” (Use Your Illusion I)
6. „Live and Let Die” (Use Your Illusion I)
7. „November Rain” (Use Your Illusion I)
8. „Yesterdays” (Use Your Illusion II)
9. „The Garden” (Use Your Illusion I)
10. „Dead Horse” (Use Your Illusion I)
11. „Garden of Eden” (Use Your Illusion I)
12. „Estranged” (Use Your Illusion II)
13. „Since I Don’t Have You” (The Spaghetti Incident?)

Na albumie nie zamieszczono teledysku od utworu „You Could Be Mine” (z Use Your Illusion II), stało się tak ponieważ użyte zostały w nim sceny z filmu Terminator 2: Dzień sądu, wideoklipu nie umieszczono więc ze względów prawnych. Klip do „It’s So Easy” z powodu swojej zawartości zamieszczony został w Internecie. Na płycie zabrakło także teledysku do „Knockin’ on Heaven’s  Door”, zawiera on sceny z występu na żywo który odbył się podczas Freddie Mercury Tribute Concert, o jego braku zadecydowały więc względy prawne.